# Szczęście Mikołajka
Szczęście Mikołajka (fr. Le Petit Nicolas - Qu'est-ce qu'on attend pour être heureux?) – film animowany produkcji francusko-luksemburskiej z 2022 roku, poświęcony Mikołajkowi - bohaterowi serii komiksów i książek autorstwa René Goscinnego i Jean-Jacques'a Sempégo.

## Obsada
- Simon Faliu jako Mikołajek,
- Alain Chabat jako René Goscinny,
- Laurent Lafitte jako Jean-Jacques Sempé,
- Serge Faliu jako tata Mikołajka,
- Delphine Baril jako mama Mikołajka,
- Frédérique Tirmont jako Bunia, babcia Mikołajka,
- Octave Bossuet jako Alcest, kolega Mikołajka,
- Aurélien de Branche jako Gotfryd, kolega Mikołajka,
- Alicia Hava jako Rufus, kolega Mikołajka,
- Emmylou Homs jako Ananiasz, kolega Mikołajka,
- Paul Massoubre jako Maksencjusz, kolega Mikołajka,
- Lucas Ponton jako Euzebiusz, kolega Mikołajka,
- Alban Aumard jako pan Dubon (Rosół), opiekun w szkole Mikołajka.

Źródła